# Classmates.com

classmates.com-Logo

Classmates.com ist eine 1995 gestartete Website zum Aufbau einer Online-Community, die der Pflege von Kontakten zwischen ehemaligen Schul-, Universitäts- und Wehrdienstkameraden dient und zu diesem Zweck verschiedene Funktionen, wie persönliche Profilseiten, anbietet. Es zählt zu den ersten Portalen dieser Form im Internet.
Mit mehr als 40 Millionen Mitgliedern (2008) gehört das Portal zu den erfolgreichsten Social Networks im englischsprachigen Raum, so wurde es im Februar 2008 vom Online-Marketingportal Nielsen Online für den US-Markt auf Platz 3 hinter Myspace und Facebook geführt, laut Alexa Internet dagegen lag es mit Platz 708 weltweit und 149 in den USA (nichtrepräsentative Stichprobe 15. August 2008) hinter weiteren gleichartigen Seiten. Die meisten Nutzer kommen aus den USA und aus Kanada.

## Unternehmensgeschichte
Der Dienst wurde 1995 von Randy Conrads gegründet, der zu diesem Zweck das Unternehmen Classmates Online Inc. einrichtete. 2004 übernahm United Online den Dienst. Ein 2007 angekündigter Börsengang von Classmates Online wurde nicht umgesetzt. Zu Classmates Online gehört auch der Dienst StayFriends, ein deutsch-, französisch- und schwedischsprachiges Portal für ehemalige Schulfreunde.

## Funktionen und Seitenaufbau
Die Seite bietet sowohl kostenlose als auch kostenpflichtige Dienste an. Die Registrierung als sogenanntes Basic Member ist gratis, dabei stehen jedoch nur wenige Funktionen wie das Erstellen eines Profils, der Upload von Fotos und Biographien sowie das Suchen von Freunden in der Datenbank zur Verfügung. Um mit anderen Nutzern über die Website in Kontakt treten zu können, ist eine kostenpflichtige Mitgliedschaft (Gold Membership) erforderlich, die auch zum Lesen von über das Netzwerk empfangenen Nachrichten benötigt wird. Die Kontaktaufnahme ist sowohl per E-Mail als auch über einen netzwerkeigenen Nachrichtendienst namens MyNetwork möglich. Ebenfalls können zahlende Mitglieder Benutzergruppen erstellen und über eine Sonderfunktion Treffen organisieren.

## Kritik
Eine Untersuchung der Zeitschrift PC World zufolge bekam der Dienst mit die schlechteste Note, wenn es um die Einfachheit der Kündigung der Mitgliedschaft ging. Zudem sollen ehemalige Mitglieder auch nach der Kündigung weiterhin Werbe-E-Mails von Classmates.com bekommen haben.
Im September 2009 wurde wegen illegaler Geschäftspraktiken eine Sammelklage gegen Classmates Online, Inc. eingereicht. Darin wird insbesondere bemängelt, dass Classmates.com routinemäßig E-Mails an Mitglieder verschickt habe, die den Eindruck erweckten, ihnen bekannte Personen hätten aktiv versucht, sie zu kontaktieren. Dass dies nicht immer der Fall ist, erfuhren die klagenden Mitglieder dabei erst, nachdem sie die kostenpflichtige Gold Membership eingegangen waren. Ferner wird mangelnder Datenschutz beklagt, weil Classmates.com ohne darauf hinzuweisen in E-Mails Links und auf der Webseite Cookies benutzt, die es Dritten sehr leicht machen, sich im Namen eines fremden Mitglieds bei Classmates.com einzuloggen. Classmates.com und die Kläger streben einen Vergleich an (Stand 5. Oktober 2010) unter Zahlung von 1,05 Millionen US-Dollar Anwaltsgebühren und 0,5 Millionen US-Dollar an eine gemeinnützige Organisation.